# مجمع الكابيتول بالولايات المتحدة
مجمع الكابيتول بالولايات المتحدة هو مجموعة من عشرين مبنى ومنشأة في واشنطن العاصمة، تستخدمها الحكومة الاتحادية للولايات المتحدة. يتم إدارة المباني والأراضي داخل المجمع والإشراف عليها من قبل المهندس المعماري لمبنى الكابيتول.

## المباني والأراضي

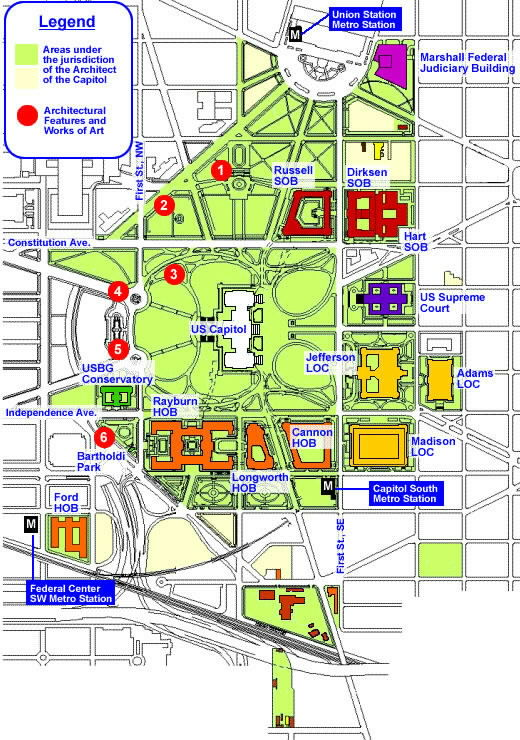
خريطة لمجمع الكابيتول بالولايات المتحدة

في حين أن مبنى الكابيتول هو السمة المركزية للمجمع، فإن الأجزاء الأخرى من مجمع الكابيتول تشمل:
- مباني مكاتب مجلس النواب
  - مبنى مكتب بيت كانون
  - مبنى مكتب بيت فورد
  - مبنى مكتب بيت لونغورث
  - مبنى مكتب أونيل هاوس
  - مبنى مكتب بيت رايبورن
- مباني مكاتب مجلس الشيوخ
  - مبنى مكتب مجلس الشيوخ في ديركسن
  - مبنى مكتب مجلس الشيوخ في هارت
  - مبنى مكتب راسل مجلس الشيوخ
  - دانيال ويبستر مجلس الشيوخ بايج للإقامة
- مباني محاكم الولايات المتحدة
  - مبنى المحكمة العليا
  - مبنى القضاء الفيدرالي ثورغود مارشال
- مباني مكتبة الكونغرس
  - مبنى جون آدامز
  - بناء توماس جيفرسون
  - مبنى جيمس ماديسون التذكاري
- الحدائق
  - حديقة مجلس الشيوخ العليا
  - حديقة مجلس الشيوخ السفلى
  - حديقة روح العدل
  - حديقة بارتولدي
- حديقة نباتات الولايات المتحدة
- محطة طاقة الكابيتول
- مركز زوار الكابيتول
- أراضي الكابيتول

بالإضافة إلى المباني المذكورة أعلاه، توجد العديد من الآثار زالمنحوتات والأعمال الفنية الأخرى داخل وحول مجمع الكابيتول وهي تشمل - من بين أشياء أخرى - مجموعة قاعة التماثيل الوطنية وتمثال الحرية.
الجزء الغربي من الأرض هو بحيرة مبنى الكابيتول العاكسة، والتي تعكس مبنى الكابيتول ونصب أوليسيس إس غرانت التذكاري.

## التاريخ

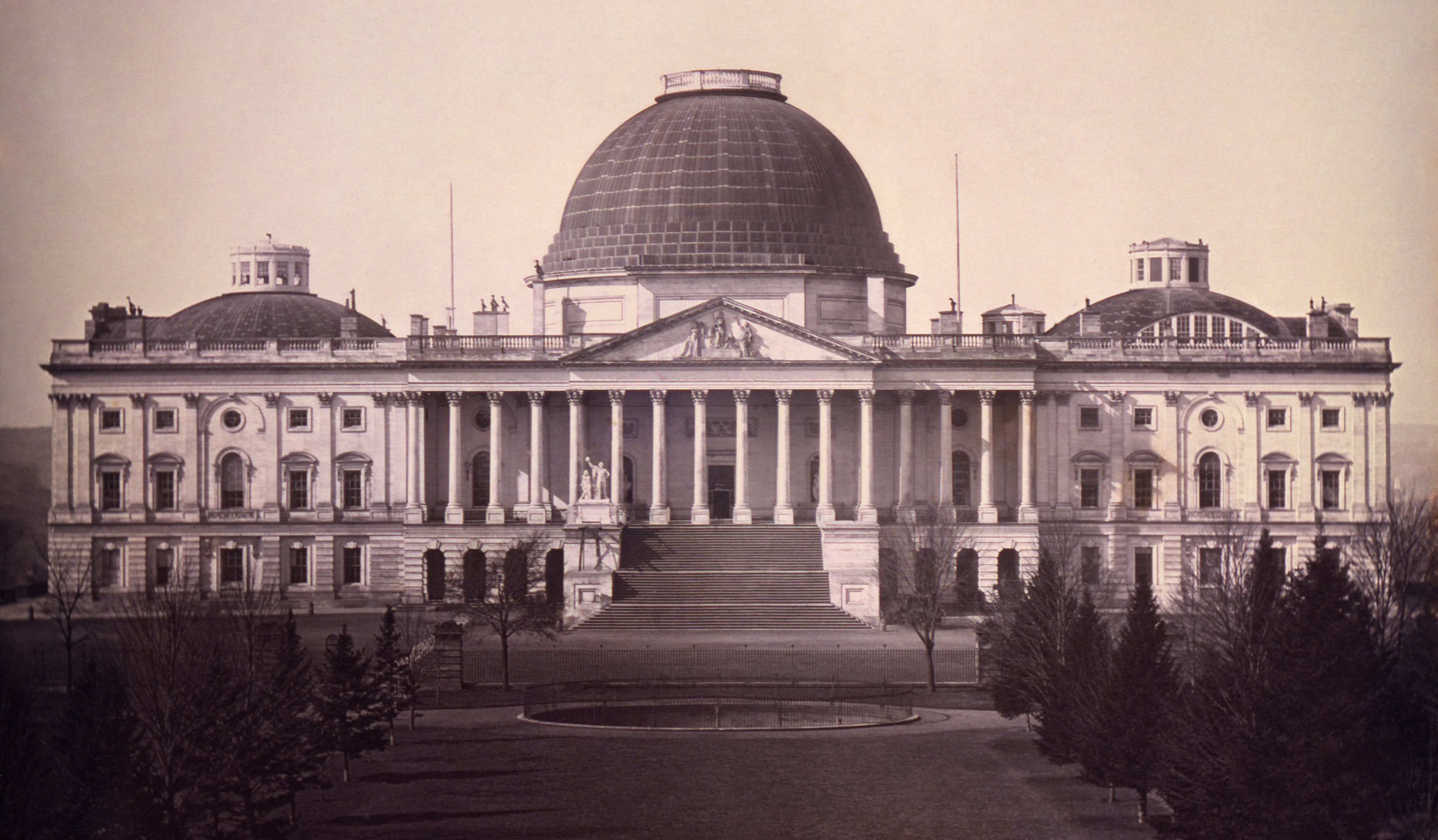
داجيرية من مبنى الكابيتول، حوالي العام 1846

بدأ بناء الكابيتول في عام 1793 وقد كان عند بنائه المبنى الوحيد الموجود للاستخدام من قبل الهيئة التشريعية للأمة. وبالإضافة إلى الكونغرس، فقد تم تصميم المبنى أيضًا لإيواء مكتبة الكونغرس والمحكمة العليا والمحاكم المحلية والمكاتب الأخرى.
بعد الانتهاء من البناء ومع نمو الأمة، زاد حجم الكونغرس. لقد تم توسيع مبنى الكابيتول وأراضيه وفقًا لذلك، وبحلول عام 1892 تم توسيع المبنى وقد وصل بشكل أساسي إلى حجمه ومظهره الحاليين (باستثناء تمدد الجبهة الشرقية 1958-1962 ومناطق ملء الفناء 1991-1993)
وحتى مع التوسعات، نما الكونغرس في النهاية بشكل كبير جدًا بالنسبة للمبنى وكان لابد من بناء مرافق جديدة لتلبية احتياجات الحكومة. لقد ولد مجمع الكابيتول مع انتقال مكتبة الكونغرس إلى مبنى خاص بها في عام 1897، وكذلك تشييد مباني المكاتب الجديدة لمجلس النواب ومجلس الشيوخ في أوائل القرن العشرين.
ولكونه يُعرف ببساطة باسم «مبنى مكتب البيت» و«مبنى مكاتب مجلس الشيوخ» عندما تم افتتاحهما في عامي 1908 و1909، فقد أصبح مبنى مكاتب مبنى مكتب بيت كانون ومبنى مكتب راسل لمجلس الشيوخ أول مبنيين لاستخدامهما فقط كمكاتب من قبل مجلس النواب ومجلس الشيوخ. تم تسخين هذه المباني الجديدة وتزويدها بالكهرباء من خلال محطة توليد الطاقة الجديدة في الكابيتول التي افتتحت في عام 1910 وما زالت مستخدمة حتى اليوم.

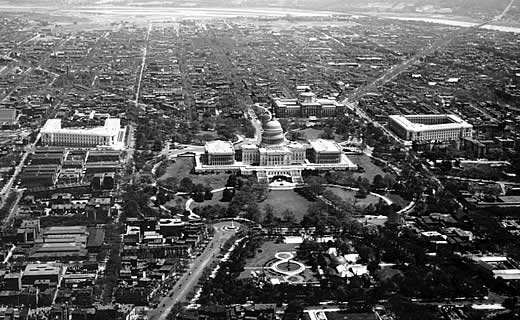
منظر جوي لمجمع الكابيتول بالولايات المتحدة، حوالي العام 1923

شهد عقد الثلاثينيات موجة من البناء الكبير داخل مجمع الكابيتول المتنامي، ففي عام 1933 وحده تم الانتهاء من معهد الحديقة النباتية الأمريكية، ومقر إقامة المخرج، وحديقة بارتولدي. تمت إضافة جناح الشارع الأول بمبنى مجلس الشيوخ، والذي تم حذفه أثناء البناء لأسباب تتعلق بالتمويل؛ تم احتلال مبنى مكتب البيت الإضافي (الذي سمي لاحقًال مبنى مكتب بيت لونغورث). وجدت المحكمة العليا في النهاية مسكنها الدائم حين اكتمل المبنى الخاص بها في عام 1935. كان آخر مبنى تم تشييده داخل المجمع في هذا العقد هو ملحق مكتبة الكونغرس، الذي يُطلق عليه الآن اسم مبنى جون آدمز، والذي افتتح في عام 1939.
في غضون عشرين عامًا، عادت الحاجة إلى المزيد من المساحات المكتبية للكونغرس؛ أدى ذلك إلى تشييد مبنى ثان لمجلس الشيوخ (يسمى الآن مبنى مكتب مجلس الشيوخ في ديركسن)، والذي اكتمل بناؤه في عام 1958. تم افتتاح المبنى الثالث للبيت، وهو مبنى مكتب بيت رايبورن، في عام 1965.

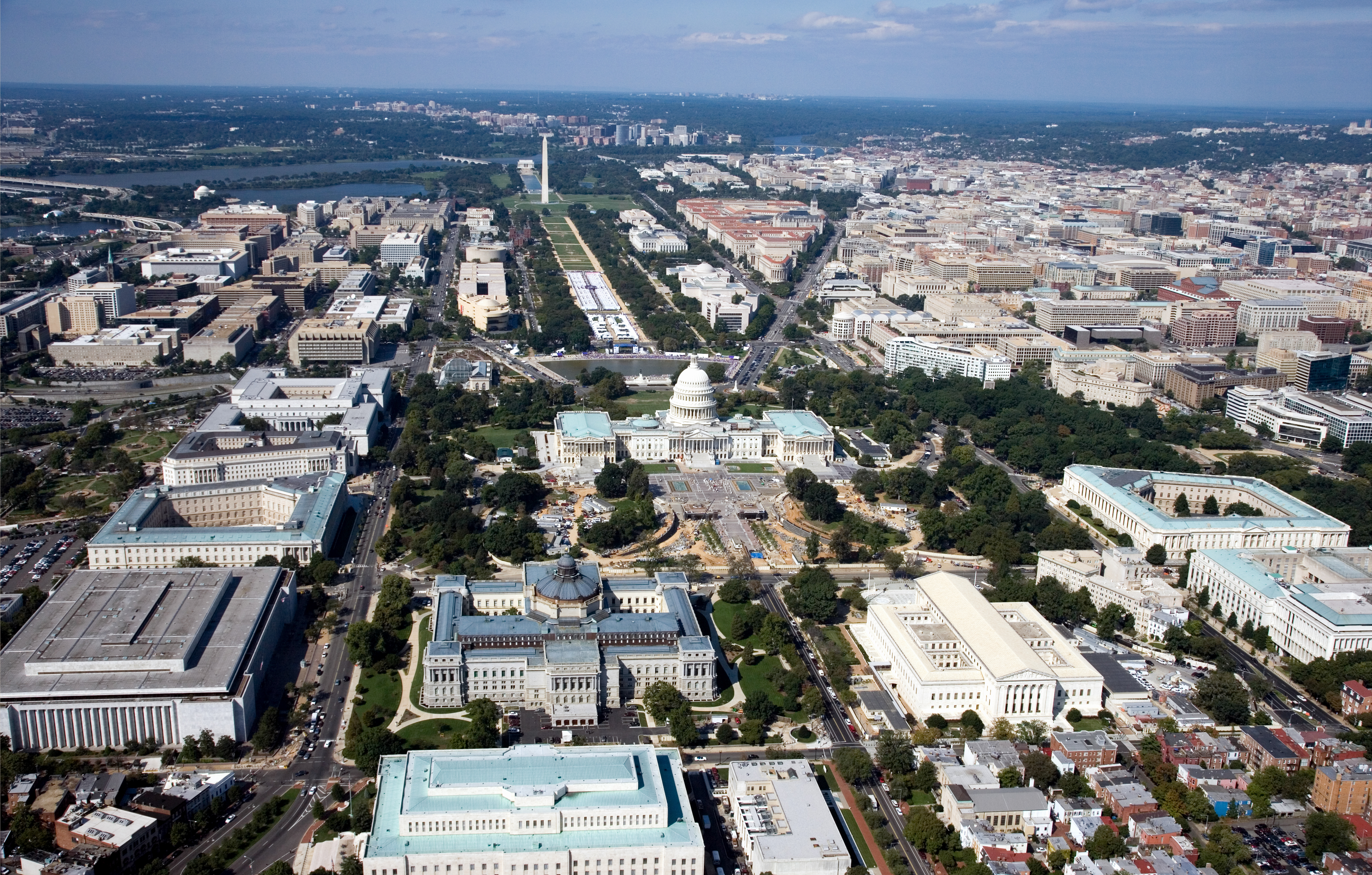
مجمع الكابيتول (في المقدمة، 2007) يتجه غربًا نحو المركز الوطني

في السبعينيات، أصبح هناك مبنيان آخران متاحان للبيت: فندق الكونغرس السابق وهو مبنى مكتب أونيل هاوس (الذي هُدم في عام 2002)، ومبنى أكبر شُيِّد في الأصل لمكتب التحقيقات الفيدرالي (الآن هو مبنى مكتب بيت فورد). تم افتتاح المبنى الثالث لمكتبة الكونغرس، وهو مبنى جيمس ماديسون التذكاري في عام 1980، وتم احتلال المبنى الثالث لمجلس الشيوخ، وهو مبنى مكتب مجلس الشيوخ في هارت، في عام 1982. إن أحدث مبنى كبير داخل مجمع الكابيتول هو مبنى مبنى القضاء الاتحادي ثورغود مارشال، الذي تم افتتاحه في عام 1992.
بدأت أعمال التجديدات في الحديقة الشتوية النباتية في سبتمبر 1997 واستمرت لمدة أربع سنوات حتى ديسمبر 2001 عندما أعيد فتح المبنى. تم استبدال هيكل كونسرفتوار الألمنيوم والزجاج والأرضيات الداخلية والأبواب والإضاءة؛ جرى تحديث كافة أنظمة التحكم الكهربائية والسباكة والبيئية، وتم إضافة تكييف الهواء لقاعات العرض.
أحدث إضافة إلى مجمع الكابيتول هي مركز زوار الكابيتول. ومع التأخيرات العديدة، افتتح المركز في ديسمبر 2008، وهو يضم معرضًا للمعارض، ومسرحين، ومرفقًا لتناول الطعام، ومحلات لبيع الهدايا. بلغت ميزانية بناء المركز 584 مليون دولار.
في 6 يناير 2021، اقتحم أنصار الرئيس دونالد ترامب مبنى الكابيتول بعد تجمع حاشد أمام البيت الأبيض. أصيب ضابط شرطة في الكابيتول وأعلن عن وفاته في اليوم التالي في مستشفى قريب. بالإضافة إلى ذلك، أصيبت أحد المقتحمين بالرصاص وأُعلن عن وفاتها لاحقًا في مستشفى قريب. تم الإبلاغ عن ثلاث وفيات أخرى من حالات الطوارئ الطبية بينما أبلغت شرطة الكابيتول عن عشرات الإصابات.

## روابط خارجية
- مبنى الكابيتول الافتراضي للمهندس المعماري